# Stephen Sama
Stephen Sama (Bamenda, 5 marzo 1993) è un ex calciatore camerunese naturalizzato tedesco, di ruolo difensore.

## Caratteristiche tecniche
È un difensore centrale.

## Carriera

### Club
Ha esordito fra i professionisti il 16 settembre 2014 con la maglia dello Stoccarda II in occasione del match di 3. Liga vinto 1-0 contro il Magonza II.

### Nazionale
Ha giocato in tutte le nazionali giovanili tedesche comprese tra l'Under-17 e l'Under-20.